# Geometría molecular pentagonal plana

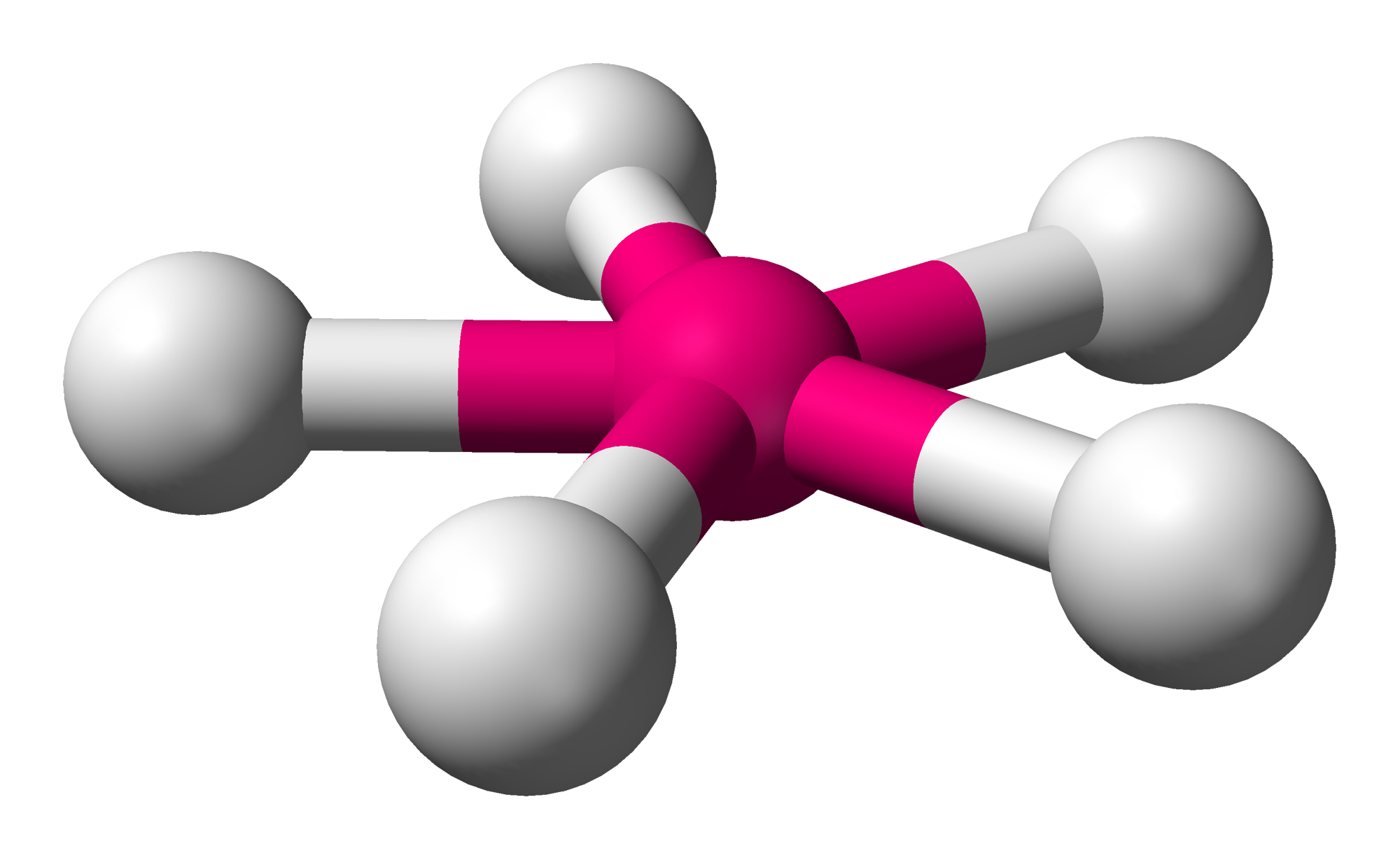
Estructura idealizada de un compuesto con una geometría de coordinación pentagonal plana

La geometría molecular cuadrada plana en química describe la estereoquímica (disposición espacial de los átomos) que adoptan ciertos compuestos químicos. Como el propio nombre sugiere, las moléculas que poseen esta geometría tienen sus átomos colocados en las esquinas de un pentagonal que están en el mismo plano del átomo central.